# Daniela Airoldi
Daniela Airoldi (* 16. Januar 1959 in Bologna) ist eine italienische Schauspielerin, Sängerin, Hörfunkmoderatorin und Kabarettistin.

## Leben
Daniela Airoldi wuchs im norditalienischen Bologna auf. Sie zog in den 1970er-Jahren nach Rom, wo sie auch ihre Schauspielausbildung absolvierte. Seit 1983 steht sie als Schauspielerin vor der Kamera. Sie ist zudem auf der Theaterbühne aktiv, wo sie bislang in zahlreichen Theaterstücken, Musicals und in Kabarett-Programmen auftrat. In den 1990er-Jahren war sie als Radio-Sprecherin tätig.

## Filmografie (Auswahl)
- 1983: Der Clan des Höhlenbären
- 1990: Die Stimme des Mondes
- 1990: Skrupellos 2
- 2004: Camera Café
- 2005: E se domani
- 2007: La Strana de Coppia (Fernsehserie)
- 2011: Cops (Fernsehserie)
- 2015: Uno anzi Due
- 2018: Sono Tornato
- 2019: Attenti al Gorilla
- 2022: Cinema Aurora